# Ingenieurpädagoge
Ingenieurpädagogen unterrichten an berufsbildenden Schulen als Lehrer für technikspezifischen Unterricht. Voraussetzung ist das Studium an einer Universität und das erfolgreiche 2.  Staatsexamen als Abschluss
des 18-monatigen Vorbereitungsdienstes. Zudem unterrichten an beruflichen Schulen Fachlehrer, die im berufspraktischen
Unterricht eingesetzt werden. Diese haben einen Abschluss als Meister oder Techniker und absolvieren wie die
Lehrer mit Studium einen Vorbereitungsdienst mit abschließender Prüfung.
Im Unterschied zu den Studienräten sind sie nicht dem höheren Dienst (Stufe A13), sondern dem gehobenen Dienst
(Stufe A9) zugeordnet.
Das Studium besteht in den häufigsten Fällen aus dem technischen Hauptfach und der Berufspädagogik, wobei meist noch ein zweites theoretisches Unterrichtsfach studiert werden muss.
Mit erfolgreichem Abschluss des Studiums wurde früher der Abschlussgrad Diplom-Ingenieur-Pädagoge (abgekürzt: Dipl.-Ing.-Päd.) verliehen (siehe Liste akademischer Grade (Deutschland)).
Heute schließt das Studium an fast allen deutschen Hochschulen mit dem Grad Master of Science (M.Sc.) ab.
Daran schließt sich entweder der Vorbereitungsdienst für das Lehramt an berufsbildenden Schulen oder eine weitere, dem Abschluss konforme, Tätigkeit an. (siehe Berufliche Perspektiven)

## Mögliche Studienrichtungen für Ingenieurpädagogen
- Bautechnik
- Elektrotechnik
- Metalltechnik
- Fertigungstechnik
- Maschinenbau
- Energie- und Automatisierungstechnik
- Lebensmitteltechnologie (Lehramt an Berufsbildenden Schulen für Lebensmittel-, Ernährungs- und Hauswirtschaftswissenschaft)
- Wirtschaftspädagogik (Wirtschaft und Verwaltung)

## Berufliche Perspektiven
- Eintritt in den Vorbereitungsdienst für das Lehramt an beruflichen Schulen im Höheren Dienst
- (Leitende) Tätigkeit in der berufsbezogenen Aus- und Weiterbildung in öffentlicher und privater Trägerschaft
- Möglichkeit der Promotion in den Bildungswissenschaften
- Berufseinstieg in einschlägige Ingenieurtätigkeiten
- Berufseinstieg in leitende Tätigkeit des betrieblichen Bildungs- und Personalwesens
- Berufseinstieg bei privaten Bildungsdienstleistern